# Michael Richards (escultor)
Michael Rolando Richards (Jamaica, 2 de agosto de 1963 - Nueva York, 11 de septiembre de 2001) fue un escultor jamaicano-estadounidense cuyos trabajos frecuentemente exploraban temas afroamericanos.

## Vida y carrera
Nacido en Jamaica, Richards obtuvo su máster en la Universidad de Nueva York. Era un artista en residencia en el Studio Museum in Harlem en 1996 y mostró su obra Passages allí en 1999.
La escultura de Richards de 1999 Tar Baby vs St. Sebastian fue realizada basándose en su propio cuerpo y se asemeja a un aviador de Tuskegee cuyo cuerpo está siendo traspasado por un avión, evocador de la iconografía de San Sebastián. Hoy la pieza forma parte de la colección del North Carolina Museum of Art.
Richards murió a los 38 años en el World Trade Center durante los Atentados del 11 de septiembre de 2001.